# Jean Ferrard
Jean Ferrard (Watermaal-Bosvoorde, 1944) is een Belgisch organist, muziekpedagoog en orgeldeskundige.

## Levensloop
Ferrard studeerde orgel aan het Koninklijk Conservatorium van Brussel. Hij ging zich in Parijs vervolmaken onder de leiding van Marie-Claire Alain. Hij won prijzen in enkele internationale orgelwedstrijden en behaalde aan de Université Libre de Bruxelles een licentiaat in de muziekwetenschappen.
Hij ondernam een carrière als organist, met concerten en platenopnamen. Dit was echter maar een gedeelte van zijn activiteiten. Gedurende tien jaar was hij realisator van een dagelijkse uitzending met muziekinformatie en daarna was hij verantwoordelijk voor de muziekprogramma's op Radio 3, de klassieke zender van de RTBF.
Vanaf 1985 hield hij enkel nog de wekelijkse uitzending 'Le Magazine de l'orgue' over (van 1975 tot 1996) en wijdde zich voortaan aan het onderwijs, de uitvoeringen en de muziekwetenschap. Ferrard is docent orgel geweest aan het Koninklijk Conservatorium van Luik (1982-1992) en van Brussel (1992-2009).
Hij werd ook vaak uitgenodigd om meestercursussen te geven aan conservatoria en universiteiten in binnen- en buitenland. Hij was ook jurylid voor verschillende internationale orgelwedstrijden, onder meer in Genève, München, Chartres, Toulouse en Freiberg. In 2006 was hij jurylid voor de internationale orgelwedstrijd in Brugge, in het kader van het jaarlijkse Festival Musica Antiqua. In 1988 was hij visiting professor aan de Universiteit McGill in Montreal.
Ferrard hield zich actief bezig met de bescherming en instandhouding van oude orgels en heeft hierover heel wat gepubliceerd. Hij heeft edities verzorgd van oude composities voor orgel, uitgegeven bij gerenommeerde muziekuitgevers (Heugel, VNM, Ut Orpheus). Hij heeft ook films gemaakt, onder meer een langspeelfilm voor TV over Johann Sebastian Bach.
Na zijn emeritaat zette hij zich opnieuw aan de studie en bereidde een doctoraat voor met als thema Orgelmuziek in de Zuidelijke Nederlanden in het eerste derde van de 17de eeuw, in verband met de opkomende nationale scholen.

## Discografie
- Le choral luthérien avant et après J. S. Bach, met Frederic De Roos, blokfluit, Orgel van Gedinne, 2005
- Lux Mea (muziek van Gaston Compère) (met andere musici), 2004
- Die orgeln von Gottfried Silbermann, vol. 3 (orgels van Rötha/St. Georgen, Ringethal, Lebusa, Fraureuth)? 2003, (Preis der Deutschen Schallplatten Kritik 2003)
- Four Centuries of Belgian Organ Music (orgel van de St.-Michielskathedraal, Brussel), 2001
- Bruxelles, Notre-Dame du Finistère (met Xavier Deprez, Bernard Foccroulle en Momoyo Kokubu), 2000
- Cathédrale de Bruxelles, Grenzingorgel, (met Xavier Deprez, Jozef Sluys, Stanislas Deriemaeker en Bernard Foccroulle), 2000
- 250 Jahre Silbermannorgel zu Nassau/Erzgebirge (met Stephan Leuthold en Klaus Eichhorn), 1999
- Le choral luthérien en Thuringe avant et après J. S. Bach (orgel van Villers-la-Ville), met Frederic De Roos, blokfluit, 1998
- Orgue de la Petrikirche, Freiberg: J. S. Bach, 1998
- Thomasorgel van de Abdij van Leffe: J. S. Bach, 1996
- Dictionnaire des instruments de la Renaissance (orgel van het triforium, kathedraal van Metz), 1995
- De Onbekende Bach (Thomasorgel van Mürringen), 1995
- J. S. Bach - Orgelwerke (Thomasorgel van Saint-Remacle, Spa), 1993,
- Johann Ludwig Krebs, œuvres pour orgue (orgel van Terhulpen), 1976
- Peeter Cornet, volledig orgelwerk (orgel van Medemblik, Nederland), 1972

## Publicaties

### Edities van muziekpartituren
- Liber Fratrum Cruciferorum Leodiensium, Serie Esachordo, musiche per strumenti a tastiera 63, Ut Orpheus, Bologna, 2008
- Peeter Cornet, Complete Keyboard Music, (met Pieter Dirksen), «Monumenta Musica Neerlandica XVII», Koninklijke Vereniging voor Nederlandse Muziekgeschiedenis, Utrecht, 2001
- François Roberday, Fugues et caprices pour orgue, 1660, Serie «Le Pupitre», geleid door François Lesure, Heugel, Parijs, 1972
- Lambert Chaumont, Pièces d'orgue sur les huit tons, Serie «Le Pupitre», geleid door François Lesure, Heugel, Parijs, 1970

### Boeken
- Chroniques en chamades, ouvrage de Francis Chapelet, uitgave door Ferrard, Brussel, Sauvegarde des instruments à Clavier, 2004
- XVIIe, XIXe, XXIe siècle: Bruxelles, carrefour européen de l'orgue, Actes du colloque international de Bruxelles 2000, publiés par Jean Ferrard, Brussel, 2003
- L'orgue Hippolyte Loret de l'église Notre-Dame du Finistère à Bruxelles, gezamenlijke publicatie onder leiding van Jean Ferrard, Brussel, Fortis, 2000
- Le plus impressionnant dans l'orgue est son silence, met foto's van André Janssens, Brussel, CFC-Éditions, 1999
- L'orgue Dreymann de l'église des Riches-Claires à Bruxelles, Brussel, Sauvegarde des instruments à Clavier, 1985
- Orgue monumental de la cathédrale d'Anvers (1892), fac-similé uitgave, gepresenteerd door Jean Ferrard, Brussel, Sauvegarde des instruments à Clavier, 1985
- Orgues de Belgique en cartes postales anciennes, Brussel, Sauvegarde des instruments à Clavier, 1982
- Orgues du Brabant wallon, Inventaire critique, Brussel, Sauvegarde des instruments à Clavier, 1981

### Medewerking aan collectieve uitgaven
- L'orgue en Wallonie et à Bruxelles en 2000, in: Musique – Musiques 1999, Chronique de la vie musicale en Wallonie et à Bruxelles, coordination générale: Robert Wangermée, Sprimont, Mardaga, 2001, pp. 271–289
- XVIIe, XIXe, XXIe siècles, Bruxelles carrefour européen de l’orgue, in: Musique – Musiques 1999, Chronique de la vie musicale en Wallonie et à Bruxelles, coordination générale: Robert Wangermée, Sprimont, Mardaga, 2001, pp. 43–50
- L'orgue en Wallonie et à Bruxelles en 1999, in: Musique – Musiques 1999, Chronique de la vie musicale en Wallonie et à Bruxelles, coordination générale: Robert Wangermée, Sprimont, Mardaga, 2000, pp. 239–250
- L'orgue en Wallonie et à Bruxelles en 1998, in: Musique – Musiques 1998, Chronique de la vie musicale en Wallonie et à Bruxelles, coordination générale: Émile Henceval, Sprimont, Mardaga, 1999, pp. 117–134
- La facture instrumentale: L'orgue, in: La Musique en Wallonie et à Bruxelles sous la direction de Robert Wangermée et Philippe Mercier, vol 2: Les 19e et 20e siècles, Brussel, 1982, pp. 151-157
- La création musicale: la musique d'orgue, in: La Musique en Wallonie et à Bruxelles, sous la direction de Robert Wangermée et Philippe Mercier, vol 1: Des origines au 18e siècle, Brussel, 1980, pp. 331-340
- La facture instrumentale: L'orgue, in: La Musique en Wallonie et à Bruxelles, sous la direction de Robert Wangermée et Philippe Mercier, vol 1: Des origines au 18e siècle, Brussel, 1980, pp. 253-263

### Artikels en colloquia
- François-Joseph Fétis et Joseph Merklin, unis pour le progrès de la facture d'orgues en Belgique, in: Revue belge de musicologie, vol. LXII, 2008 (Actes du colloque international organisé par le Société belge de Musicologie à l'occasion de son soixantième anniversaire), pp. 185–230
- L'orgue aux Pays-Bas du Sud au temps de Dom Bédos, in: Dom Bédos de Celles, mémorialiste universel de la facture d'orgues (Actes du colloque international, Bordeaux, mai 2004), Les cahiers d'Artes, 2007, n° 2, pp. 63–79
- Les racines germaniques de l'esthétique romantique: de Korfmacher à Merklin (met Dominique Thomas), in: Le Grand-Orgue de Saint-Germain l'Auxerrois à Paris: Historique • Situation • Perspectives. Actes des Journées d'Etudes des 22 et 23 octobre 2004 à Paris. La Flûte Harmonique, N° 88, 2005, pp. 73–86
- Charles Hens (1898-1967), in: Orgelkunst, XXVII, 2004, pp. 1–27
- Orgelonderwijs in Brussel in de 19de eeuw, in: Het Orgel, IC/6, 2003, pp. 5–15
- Peeter Cornet (ca. 1575-1633), organiste bruxellois, in: L'Organiste, N° 131, 2001, pp. 91–104
- Peeter Cornet (ca. 1575-1633), Brussels organist, in: Orgelkunst, XXIV, 2001, pp. 67–90
- La 'Science de l’organiste' de Fétis: première anthologie moderne de musique d’orgue, in: Revue belge de musicologie, vol. L, 1996 (Actes du colloque international Manuscrits de musique polyphonique originaires des anciens Pays-Bas), pp. 217–248
- Die „Heilige Tradition” von Hesse bis Dupré, Kritische Aspekte zur „Lemmens-tradition”, in: Mainzer Perspektiven 2: Musik – Genie – Ethik: Albert Schweitzer, Charles-Marie Widor, Louis Vierne, Mainz 1996, pp. 152–175
- Französische Elemente in Bachs Orgelwerken, in: Freiberger Studien zur Orgel 4, 1995, pp. 12–26
- Le nouvel orgue de l'église Notre-Dame et Saint-Remacle à Spa, met Luc De Vos en Jean Woltèche, in: L'Organiste, N° 96, 1992, pp. 233–236
- La “Sainte tradition” de Hesse à Dupré, in: La Flûte harmonique, 1992, N°61/62, pp. 43–60
- Étude préliminaire de l'orgue de l'église Saint-Jacques à Anvers, in: Orgels in Antwerpse kerken: St. Jacobs, Carolus Borromeus, St. Paulus (Mededelingen van het Ruckers-Genootschap VII), 1991, pp. 6–30
- L'oeuvre pour orgue de César Franck: sources et éditions, in: César Franck et son temps, Revue belge de musicologie, vol. XLV, 1991, pp. 163–180
- Réflexions sur l'organisation des cours d'orgue dans les Conservatoires royaux. Propositions d'améliorations, in: Orphée Apprenti, N° 4, Januari 1988, pp. 3–8
- Échanges et influences: organistes et facteurs d'orgues, in: Musique des Pays-Bas anciens - Musique Espagnole ancienne, actes du colloque musicologique international, Bruxelles, 28-29 octobre 1985, édités par Paul Becquart et Henri Vanhulst, Louvain, 1988
- L'orgue, in: Vade-Mecum pour la protection et l'entretien du patrimoine artistique, Bulletin de l'Institut Royal du Patrimoine Artistique, XXI - 1986/7, pp. 119–121
- De la restauration des orgues, in: L'orgue, la chanson, la cornemuse, un patrimoine européen, Louvain-la-Neuve, 1985
- Instruments de musique anciens à Bruxelles et en Wallonie, 17e-20e siècles, sous la direction de Malou Haine et Nicolas Meeùs, in: «Orgue», Liège, 1985
- Van Sweelinck naar Bach, in: Adem, 1985/1, pp. 12-16

### Artikels in woordenboeken en lexica
- Die Musik in Geschichte und Gegenwart, allgemeine Enzyklopädie der Musik, Personenteil, ed. Ludwig Finscher, Kassel, 1980.
  - Vol. 2, 1999: Augustin Barié
  - Vol. 3, 2000: Leon Boëllmann, Joseph Bonnal, Jakobus Buus
  - Vol. 10, 2003: Abraham van den Kerckhoven
  - Vol. 11, 2004: famille Loret en Paul de Maleingreau
- The New Grove dictionary of Music and musicians, second edition, ed. by S. Sadie, Londen, 1980 en 2001
  - Roberday en a Kempis
- Dictionnaire des facteurs d'instruments de musique en Wallonie et à Bruxelles, du 9e siècle à nos jours, onder leiding vanMalou Haine en Nicolas Meeùs):
  - De Volder, Charles; De Volder, Henri; De Volder, Léon; De Volder, Jean-Pierre; Gheude, Florian; Gheude, Louis; Link; Loret, Camille; Loret, Emmanuel Francis; Loret, François Bernard; Loret, Hippolyte; Loret, Jean-Joseph Antoine; Merklin, Joseph; Royer, Charles; Royer, François, Royer, Nicolas I; Royer, Nicolas II; Royer, Nicolas III; Schyven, François; Schyven, Pierre; Van Dinter, Clément Louis; Van Dinter, Matthias Hermanus; Van Dinter, Peter Franciscus; Van Dinter, Pieter Adam; Wetzel Xavier, Liège-Bruxelles, 1986

### Uitgever van tijdschriften
- Le M'O+, elektronisch tijdschrift sinds januari 2010
- Le Magazine de l'Orgue (1993-2007)
- Sic transiT, (1983-1990)